# Yu Wan
Yu Wan (translitera del 万煜) ( 1937 - 1988 ) fue un botánico chino, que mantuvo contactos científicos con Kew Gardens
- La abreviatura «Y.Wan» se emplea para indicar a Yu Wan como autoridad en la descripción y clasificación científica de los vegetales.[2]